# Kate Howey
Kate Louise Howey (* 31. Mai 1973 in Andover, Hampshire) ist eine ehemalige britische Judoka, die zwei olympische Medaillen gewann und 1997 Weltmeisterin war.

## Sportliche Karriere
Howey war 1989 Junioreneuropameisterin im Mittelgewicht. 1990 siegte sie bei den Juniorenweltmeisterschaften und den Junioreneuropameisterschaften. Bei den Europameisterschaften in der Erwachsenenklasse gewann sie die Silbermedaille hinter der Deutschen Alexandra Schreiber. 1991 verlor sie das Europameisterschaftsfinale gegen die Französin Isabelle Beauruelle. Bei den Judo-Weltmeisterschaften 1991 verlor sie im Halbfinale gegen die Italienerin Emanuela Pierantozzi, sicherte sich aber die Bronzemedaille. Ende 1991 gewann sie zum dritten Mal in Folge bei den Junioreneuropameisterschaften. Bei der olympischen Premiere des Frauen-Judo 1992 in Barcelona unterlag sie im Halbfinale der Kubanerin Odalis Revé, den Kampf um Bronze gewann sie gegen die Französin Claire Lecat.
Von Ende 1992 bis 1996 trat Kate Howey im Halbschwergewicht an. Bei den Europameisterschaften 1993 unterlag sie im Halbfinale der Französin Laëtitia Meignan, im Kampf um Bronze bezwang sie die Rumänin Simona Richter. Fünf Monate später gewann sie im Halbfinale der Judo-Weltmeisterschaften 1993 gegen Laëtitia Meignan, im Finale unterlag sie der Chinesin Leng Chunhui. Bei den Europameisterschaften 1994 unterlag Howey im Halbfinale der Französin Estha Essombe, gewann aber den Kampf um Bronze. 1995 verlor sie das Halbfinale gegen die Belgierin Ulla Werbrouck und gewann erneut Bronze. Bei den Judo-Weltmeisterschaften 1995 verlor sie im Halbfinale gegen die Kubanerin Diadenis Luna, im Kampf um Bronze unterlag sie der Ukrainerin Tetyana Belajeva. Ende 1995 gewann Howey mit dem britischen Team zum zweiten Mal nach 1990 die Mannschaftseuropameisterschaften. Bei den Europameisterschaften 1996 besiegte sie Belajeva, unterlag aber gegen Werbrouck und Essombe und belegte den fünften Platz. In Atlanta bei den Olympischen Spielen 1996 gewann sie ihre zwei ersten Kämpfe und unterlag dann der Japanerin Yōko Tanabe. Nach ihrer Niederlage in der Hoffnungsrunde gegen die Deutsche Hannah Ertel belegte Howey den neunten Platz.
1997 kehrte die 1,70 m große Kate Howey ins Mittelgewicht zurück. Sie gewann Anfang 1997 das Weltcup-Turnier in Paris. Bei den Europameisterschaften unterlag sie im Viertelfinale der Deutschen Yvonne Wansart, kämpfte sich aber mit drei Siegen in der Hoffnungsrunde zur Bronzemedaille durch. Die Judo-Weltmeisterschaften 1997 fanden in Paris statt, Howey gewann ihre fünf Kämpfe, das Finale gegen die Deutsche Anja von Rekowski. 1998 verlor sie im Halbfinale der Europameisterschaften gegen Karin Kienhuis aus den Niederlanden, den Kampf um Bronze gewann sie gegen die Französin Carine Varlez. 1999 gewann Howey eine Bronzemedaille bei der Universiade. Bei den Judo-Weltmeisterschaften 1999 unterlag sie im Halbfinale der Kubanerin Sibelis Veranes, im Kampf um Bronze besiegte sie die Japanerin Masae Ueno. 2000 erreichte die Britin das Finale der Europameisterschaften, dort verlor sie gegen die Spanierin Úrsula Martin. Bei den Olympischen Spielen 2000 bezwang Howey die Spanierin Martin im Halbfinale, das Finale verlor sie gegen die Kubanerin Veranes. Ein Jahr später bei den Judo-Weltmeisterschaften 2001 verlor Howey das Finale gegen Masae Ueno. Bei den Judo-Weltmeisterschaften 2003 unterlag Howey im Halbfinale der Kubanerin Regla Leyén, den Kampf um Bronze gewann die deutsche Annett Böhm. Zum Abschluss ihrer Karriere war Howey Flaggenträgerin bei den Olympischen Spielen in Athen. Im Wettkampf schied Kate Howey nach ihrem zweiten Kampf bei den Olympischen Spielen 2004 aus.
Kate Howey wurde während ihrer Karriere zunächst von ihrem Vater und dann von Roy Inman trainiert. Nach ihrer Karriere wurde sie selber Judotrainerin und trainierte jahrelang das britische Frauenteam.